# Новоалександровка (Аджамская сельская община)
Новоалекса́ндровка (укр. Новоолександрівка) — село в Аджамской сельской общине Кропивницкого района Кировоградской области Украины.
Население по переписи 2001 года составляло 153 человека. Почтовый индекс — 27621. Телефонный код — 522. Код КОАТУУ — 3522585401.